# Dardo de amor

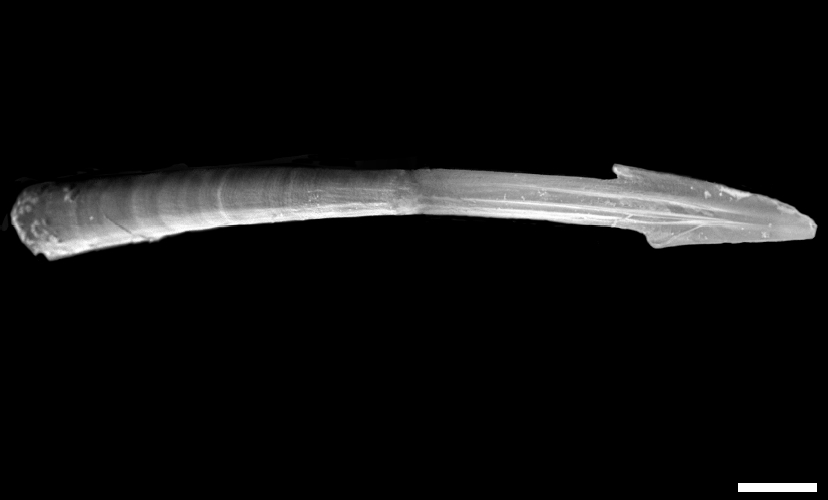
Vista lateral de un dardo de amor del caracol de tierra Monachoides vicinus hecha con un microscopio electrónico de barrido. La barra de escala es 500 μm (0.5 mm).

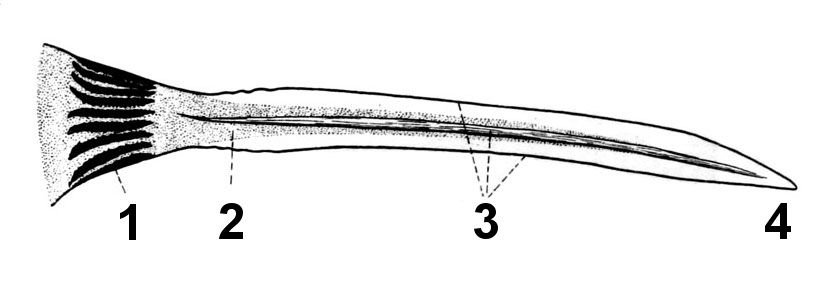
Dibujo que muestra una vista lateral del dardo de amor del caracol comestible Helix pomatia. 1 = base acampanada del dardo 2 = posición de la cavidad interior 3 = rebordes o paletas longitudinales 4 = punta afilada u hoja del dardo

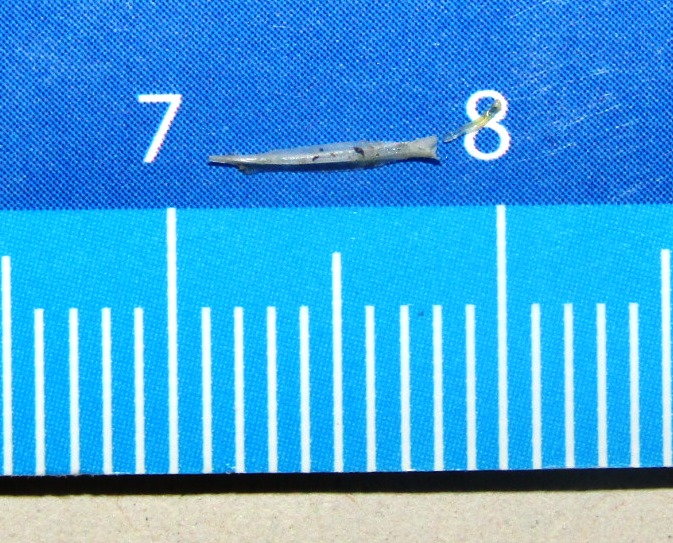
Un dardo de amor de Cornu aspersum (caracol de jardín) en una regla, mostrando su longitud de 7 mm.

Un dardo de amor o gipsóbelo (en latín gypsobelum) es un dardo agudo, calcáreo o quitinoso que algunos caracoles de tierra y babosas hermafroditas utilizan durante el cortejo. Se forman cuando el animal alcanza la madurez sexual y son almacenados en un saco de dardos. Los dardos son bastante grandes comparados a la medida del animal: en el caso del género Parmarion, su longitud puede ser la quinta parte de la longitud del animal.

## La conexión con Cupido
Algunos escritores han comentado el paralelo entre los dardos de amor de los caracoles y los dardos de amor disparados por el dios Romano Cupido, conocido como Eros en mitología griega. Incluso es posible que haya una conexión entre el comportamiento de los caracoles y el mito. El malacologista (Experto en moluscos) Ronald Chase de la Universidad McGill habla sobre el caracol de jardín Cornu aspersum, "Creo que el mito de Cupido y sus flechas tiene su base en esta especie de caracol, el cual es nativo a Grecia". Añade, "Los griegos probablemente sabían sobre este comportamiento porque eran muy buenos naturalistas y observadores".
En algunos idiomas, el dardo que estos caracoles usan antes de aparearse se conoce como una "flecha". Por ejemplo, en la lengua alemana  se apellida un Liebespfeil o "flecha de amor", y en la lengua checa  es šíp lásky (que significa "flecha de amor").